# Eugène Christophe
Eugène Christophe (Parigi, 22 gennaio 1885 – Parigi, 1º febbraio 1970) è stato un ciclista su strada e ciclocrossista francese.
Professionista dal 1904 al 1926, conta tre vittorie di tappa al Tour de France, in cui indossò la prima maglia gialla nel 1919, e una alla Milano-Sanremo.

## Palmarès

### Cross
- 1909

Campionati francesi
- 1910

Campionati francesi
- 1911

Campionati francesi
- 1912

Campionati francesi
- 1913

Campionati francesi
- 1914

Campionati francesi
- 1921

Campionati francesi

### Strada
- 1909 (Alcyon, una vittoria)

Paris-Calais
- 1910 (Alcyon, una vittoria)

Milano-Sanremo
- 1912 (Alcyon, tre vittorie)

3ª tappa Tour de France (Longwy > Belfort)
4ª tappa Tour de France (Belfort > Chamonix)
5ª tappa Tour de France (Chamonix > Grenoble)
- 1914 (Peugeot - Wolber, una vittoria)

Polymultipliée
- 1920 (due vittorie)

Parigi-Tours
Bordeaux-Parigi
- 1921 (una vittoria)

Bordeaux-Parigi
- 1925 (J.B. Louvet - Pouchois, una vittoria)

Circuit du Bourbonnais
- 1926 (Christophe - Hutchinson/Peugeot, una vittoria)

Circuit du Bourbonnais

#### Altri successi
- 1923 (Christophe - Hutchinson)

Annemasse - Bellegarde et retour
- 1926 (Christophe - Hutchinson/Peugeot)

Criterium di Annemasse

## Piazzamenti

### Grandi Giri
- Tour de France

1906: 9º
1907: non partito (1ª tappa)
1909: 9º
1911: ritirato (12ª tappa)
1912: 2º
1913: 7º
1914: 11º
1919: 3º
1920: ritirato (7ª tappa)
1921: non partito (8ª tappa)
1922: 8º
1925: 18º

### Classiche monumento
- Milano-Sanremo

1910: vincitore
1911: 6º
1912: 12º
Parigi-Roubaix
1904: 7º
1905: 14º
1909: 12º
1910: 3º
1911: 25º
1913: 40º
1914: 32º
1919: 9º
1920: 2º
1921: 14º
1922: 13º
1923: 31º
1925: 7º
1926: 44º
Giro di Lombardia
1909: 6º

## Riconoscimenti
- Inserito tra le Gloires du sport